# Jastrzębia (powiat łęczycki)
Jastrzębia – wieś w Polsce położona w województwie łódzkim, w powiecie łęczyckim, w gminie Grabów.
Wieś szlachecka położona była w drugiej połowie XVI wieku w powiecie łęczyckim województwa łęczyckiego. W latach 1975–1998 miejscowość należała administracyjnie do województwa konińskiego.

## Zabytki
Według rejestru zabytków Narodowego Instytutu Dziedzictwa na listę zabytków wpisane są obiekty:
- zespół dworski, ok. 1880, nr rej.: 309/51 z 14.05.1984:
  - dwór, ob. dom nr 14, drewn. (nie istnieje)
  - budynek gospodarczy (nie istnieje)
  - spichlerz
  - park